# Винснес, Фредрик
Фредрик Гуттормсен Лерум Винснес (норв. Fredrik Guttormsen Lærum Winsnes; род. 28 декабря 1975, Тронхейм) — норвежский футболист, полузащитник.

## Карьера

### Клубная карьера
Родился в Тронхейме, Винснес начал свою профессиональную карьеру в местной команде «Русенборге» в 1996 году. Он отыграл девять сезонов в клубе, выиграв за это время семь чемпионских титулов и два кубка. Хотя Винснес играл за «Русенборг» до конца 2005 года, он провёл сезон 2002 года в аренде в шведской команде «Хаммарбю». В декабре 2005 года он подписал трёхлетний контракт с клубом «Ольборг», который выступает в датской суперлиге. 4 января 2006 года он присоединился к команде во время тренировки во второй половине сезона Суперлиги 2005/06.
Винснес сыграл полтора сезона в «Ольборге», он помог им выиграть бронзовые медали в сезоне 2006/07. Это лучший результат клуба за последние восемь лет. После сезона он был назван игроком года клуба «Ольборг». Он сыграл за клуб в общей сложности 57 игр и забив 5 голов. Однако рождение дочери побудило Винснеса и его жену вернуться в Норвегию, чтобы быть ближе к их семье. Он продолжил свою карьеру в клубе «Стрёмсгодсет». В 2010 году Винснес вернулся в «Русенборг» и спустя два года завершил карьеру.

### Выступления за сборную
24 января 2001 года Винснес дебютировал за сборную Норвегии в товарищеском матче против Южной Кореи, в котором скандинавы выиграли со счётом 3:2. Он довольно регулярно играл за национальную команду до 11 октября 2003 года, после чего не вызывался в сборную почти пять лет. 20 августа 2008 года он вернулся в норвежскую сборную и принял участие в товарищеском матче с Ирландией. В общей сложности он сыграл 19 матчей за сборную.

## Статистика

### Выступления за клубы
| Сезон   | Клуб         | Дивизион  | Лига | Лига | Кубок | Кубок | Итого | Итого |
| Сезон   | Клуб         | Дивизион  | Игры | Голы | Игры  | Голы  | Игры  | Голы  |
| ------- | ------------ | --------- | ---- | ---- | ----- | ----- | ----- | ----- |
| 2005/06 | Ольборг      | Суперлига | 13   | 1    | 0     | 0     | 13    | 1     |
| 2006/07 | Ольборг      | Суперлига | 32   | 3    | 0     | 0     | 32    | 3     |
| 2007    | Стрёмсгодсет | Типпелига | 14   | 1    | 2     | 0     | 16    | 1     |
| 2008    | Стрёмсгодсет | Типпелига | 25   | 3    | 5     | 2     | 30    | 5     |
| 2009    | Стрёмсгодсет | Типпелига | 28   | 3    | 1     | 0     | 29    | 3     |
| 2010    | Русенборг    | Типпелига | 26   | 1    | 5     | 0     | 31    | 1     |
| 2011    | Русенборг    | Типпелига | 17   | 0    | 4     | 2     | 21    | 2     |
| Итого   | Итого        | Итого     | 155  | 12   | 17    | 4     | 172   | 16    |

### Матчи Винснеса за сборную Норвегии
| Матчи Винснеса за сборную Норвегии | Матчи Винснеса за сборную Норвегии | Матчи Винснеса за сборную Норвегии | Матчи Винснеса за сборную Норвегии | Матчи Винснеса за сборную Норвегии | Матчи Винснеса за сборную Норвегии |
| ---------------------------------- | ---------------------------------- | ---------------------------------- | ---------------------------------- | ---------------------------------- | ---------------------------------- |
| №                                  | Дата                               | Соперник                           | Счёт                               | Голы Винснеса                      | Соревнование                       |
| 1                                  | 24 января 2001                     | Республика Корея                   | 3:2                                | —                                  | Товарищеский матч                  |
| 2                                  | 24 марта 2001                      | Польша                             | 2:3                                | —                                  | Чемпионат мира 2002 (отбор)        |
| 3                                  | 28 марта 2001                      | Беларусь                           | 1:2                                | —                                  | Чемпионат мира 2002 (отбор)        |
| 4                                  | 25 апреля 2001                     | Болгария                           | 2:1                                | —                                  | Товарищеский матч                  |
| 5                                  | 27 марта 2002                      | Тунис                              | 0:0                                | —                                  | Товарищеский матч                  |
| 6                                  | 21 августа 2002                    | Нидерланды                         | 0:1                                | —                                  | Товарищеский матч                  |
| 7                                  | 20 ноября 2002                     | Австрия                            | 1:0                                | —                                  | Товарищеский матч                  |
| 8                                  | 26 января 2003                     | ОАЭ                                | 1:1                                | —                                  | Товарищеский матч                  |
| 9                                  | 28 января 2003                     | Оман                               | 2:1                                | —                                  | Товарищеский матч                  |
| 10                                 | 12 февраля 2003                    | Греция                             | 0:1                                | —                                  | Товарищеский матч                  |
| 11                                 | 22 мая 2003                        | Финляндия                          | 2:0                                | —                                  | Товарищеский матч                  |
| 12                                 | 11 октября 2003                    | Люксембург                         | 1:0                                | —                                  | Чемпионат Европы 2004 (отбор)      |
| 13                                 | 20 августа 2008                    | Ирландия                           | 1:1                                | —                                  | Товарищеский матч                  |
| 14                                 | 6 сентября 2008                    | Исландия                           | 2:2                                | —                                  | Чемпионат мира 2010 (отбор)        |
| 15                                 | 11 октября 2008                    | Шотландия                          | 0:0                                | —                                  | Чемпионат мира 2010 (отбор)        |
| 16                                 | 15 октября 2008                    | Нидерланды                         | 0:1                                | —                                  | Чемпионат мира 2010 (отбор)        |
| 17                                 | 6 июня 2009                        | Македония                          | 0:0                                | —                                  | Чемпионат мира 2010 (отбор)        |
| 18                                 | 10 июня 2009                       | Нидерланды                         | 0:2                                | —                                  | Чемпионат мира 2010 (отбор)        |
| 19                                 | 9 сентября 2009                    | Македония                          | 2:1                                | —                                  | Чемпионат мира 2010 (отбор)        |

Итого: 19 матчей / 0 голов; 7 побед, 6 ничьих, 6 поражений.

## Достижения
«Русенборг»
- Чемпион Норвегии (8): 1997, 1998, 1999, 2000, 2001, 2003, 2004, 2010
- Обладатель Кубка Норвегии (2): 1999, 2003

## Личная жизнь
Фредрик также отдал дань уважения бывшему футболисту и товарищу по команде Роару Странну, написав свою собственную песню под названием "Superman". Винснес получил хороший отклик на свою песню, написанную им самим, в результате чего он записал ее в студии и спродюсировал сингл. Доходы от песни он пожертвовал детской поликлинике больницы Святого Олафа.